# Regnecentralen
Regnecentralen (forkortet RC) er den første danske it-virksomhed oprindeligt skabt som et selvstændigt forskningsinstitut under Akademiet for de Tekniske Videnskaber (ATV) den 12. oktober 1955 for en bevilling på 900.000 kr fra Marshall-hjælpen. Tre personer stod i starten bag Regnecentralen: Niels Ivar Bech, som også blev administrerende direktør, professor Richard Petersen var formand for ATVs regnemaskineudvalg og Bent Scharøe Petersen (chefdesigner af DASK).
Det første fungerende resultat, førstegenerationsdatamaten DASK (forkortelse for: Dansk Aritmetisk Sekvens Kalkulator) havde premiere den 13. februar 1958.
Dernæst byggede man i 1961 andengenerationsdatamaten GIER (forkortelse for Geodætisk Instituts Elektroniske Regnemaskine) – i ca 50 eksemplarer – og den fik stor udbredelse i 1960'erne. Endelig lancerede firmaet tredjegenerationsdatamaten RC4000 i 1968, der skulle have været solgt i 18 eksemplarer, før firmaet havde overskud, men man solgte kun 17. Det betød nærmest konkurs – ledelsen blev udskiftet med bankfolk og så gik det videre mod næste skelsættende år 1979, hvor firmaet blev rekonstrueret for sidste gang.
RC (som det hed i daglig tale) konstruerede også en virkelig verdensnyhed, nemlig en hulstrimmellæser, RC2000, der læste hulstrimlen med lys i modsætning til de øvrige hulstrimmellæsere på markedet, der var mekaniske. Blandt andet derfor var den verdens hurtigste på det tidspunkt og blev en god eksportvare.
I en periode blev RC leverandør af mikrodatamater til bl.a. folkeskolen. Det skete bl.a. med RC Piccolo 702 og RC Piccoline 759 modellerne, men igen blev RC ramt af en begivenhed, der overskyggede den ellers velfungerende maskine: IBM's Personlige Computer.
Omkring 1987-88 havde Regnecentralen til huse i et moderne kontorbyggeri i røde mursten på adressen Lautrupbjerg 1 i Ballerup; bygningen tilhører i dag Forsvarets Materiel- og Indkøbsstyrelse. I denne periode gennemførte direktør Jørn Rolander en række effektiviseringer og nedskæringer i et forsøg på at bringe økonomien på ret køl.
Firmaet lukkede og slukkede i 1993, men det var på det tidspunkt langt fra den idealisme og kraft, som det besad i de tidligere år. Staten støttede under opbygningen projektet, men oprettede senere sit eget selskab Datacentralen I/S af 1959. RC fik aldrig yderligere statsstøtte i form af opgaver for universiteter og lignende, men måtte klare sig selv.